# Championnat d'Europe féminin de volley-ball 2019
Navigation
Édition précédente Édition suivante
Le 31e Championnat d'Europe féminin de volley-ball se déroule à Ankara, Bratislava, Budapest et à Łódź du 23 août au 9 septembre 2019.

## Sites des compétitions
Le tournoi se déroule sur 4 sites différents : 
| Poule A et phase à élimination directe | Poule A et phase à élimination directe | Poule B, huitièmes et quarts de finale | Poule B, huitièmes et quarts de finale |
| -------------------------------------- | --- | -------------------------------------- | --- |
| Ankara, Turquie                        | [[Fichier:Turkey adm location map.svg\|200px\|{{#if:\|{{{alt}}}\|Championnat d'Europe féminin de volley-ball 2019 est dans la page Turquie .]]Ankara | Łódź, Pologne                          | [[Fichier:Poland adm location map.svg\|200px\|{{#if:\|{{{alt}}}\|Championnat d'Europe féminin de volley-ball 2019 est dans la page Pologne .]]Łódź       |
| Ankara Arena                           | [[Fichier:Turkey adm location map.svg\|200px\|{{#if:\|{{{alt}}}\|Championnat d'Europe féminin de volley-ball 2019 est dans la page Turquie .]]Ankara | Atlas Arena                            | [[Fichier:Poland adm location map.svg\|200px\|{{#if:\|{{{alt}}}\|Championnat d'Europe féminin de volley-ball 2019 est dans la page Pologne .]]Łódź       |
| Capacité : 10 400                      | [[Fichier:Turkey adm location map.svg\|200px\|{{#if:\|{{{alt}}}\|Championnat d'Europe féminin de volley-ball 2019 est dans la page Turquie .]]Ankara | Capacité : 13 805                      | [[Fichier:Poland adm location map.svg\|200px\|{{#if:\|{{{alt}}}\|Championnat d'Europe féminin de volley-ball 2019 est dans la page Pologne .]]Łódź       |
|                                        | [[Fichier:Turkey adm location map.svg\|200px\|{{#if:\|{{{alt}}}\|Championnat d'Europe féminin de volley-ball 2019 est dans la page Turquie .]]Ankara |                                        | [[Fichier:Poland adm location map.svg\|200px\|{{#if:\|{{{alt}}}\|Championnat d'Europe féminin de volley-ball 2019 est dans la page Pologne .]]Łódź       |
| Poule C et huitièmes de finale         | Poule C et huitièmes de finale | Poule D et huitièmes de finale         | Poule D et huitièmes de finale |
| Budapest, Hongrie                      | [[Fichier:Hungary location map.svg\|200px\|{{#if:\|{{{alt}}}\|Championnat d'Europe féminin de volley-ball 2019 est dans la page Hongrie .]]Budapest  | Bratislava, Slovaquie                  | [[Fichier:Slovakia location map.svg\|200px\|{{#if:\|{{{alt}}}\|Championnat d'Europe féminin de volley-ball 2019 est dans la page Slovaquie .]]Bratislava |
| Budapest Sports Arena                  | [[Fichier:Hungary location map.svg\|200px\|{{#if:\|{{{alt}}}\|Championnat d'Europe féminin de volley-ball 2019 est dans la page Hongrie .]]Budapest  | Ondrej Nepela Arena                    | [[Fichier:Slovakia location map.svg\|200px\|{{#if:\|{{{alt}}}\|Championnat d'Europe féminin de volley-ball 2019 est dans la page Slovaquie .]]Bratislava |
| Capacité : 12 000                      | [[Fichier:Hungary location map.svg\|200px\|{{#if:\|{{{alt}}}\|Championnat d'Europe féminin de volley-ball 2019 est dans la page Hongrie .]]Budapest  | Capacité : 10 055                      | [[Fichier:Slovakia location map.svg\|200px\|{{#if:\|{{{alt}}}\|Championnat d'Europe féminin de volley-ball 2019 est dans la page Slovaquie .]]Bratislava |
|                                        | [[Fichier:Hungary location map.svg\|200px\|{{#if:\|{{{alt}}}\|Championnat d'Europe féminin de volley-ball 2019 est dans la page Hongrie .]]Budapest  |                                        | [[Fichier:Slovakia location map.svg\|200px\|{{#if:\|{{{alt}}}\|Championnat d'Europe féminin de volley-ball 2019 est dans la page Slovaquie .]]Bratislava |

## Tour préliminaire

### Poule A
| # | Équipe   | Pts | J | G | Gt | Pt | P | Sp | Sc | Ratio | Pp  | Pc  | Ratio |
| 1 | Serbie   | 15  | 5 | 5 | 0  | 0  | 0 | 15 | 3  | 5     | 431 | 358 | 1.204 |
| 2 | Turquie  | 11  | 5 | 3 | 1  | 0  | 1 | 13 | 6  | 2.167 | 440 | 373 | 1.18  |
| 3 | Bulgarie | 7   | 5 | 2 | 0  | 1  | 2 | 10 | 9  | 1.111 | 405 | 393 | 1.031 |
| 4 | Grèce    | 6   | 5 | 2 | 0  | 0  | 3 | 6  | 10 | 0.6   | 330 | 374 | 0.882 |
| 5 | Finlande | 4   | 5 | 1 | 0  | 1  | 3 | 6  | 13 | 0.462 | 394 | 428 | 0.921 |
| 6 | France   | 2   | 5 | 0 | 1  | 0  | 4 | 5  | 14 | 0.357 | 363 | 437 | 0.831 |

### Poule B
| # | Équipe   | Pts | J | G | Gt | Pt | P | Sp | Sc | Ratio | Pp  | Pc  | Ratio |
| 1 | Italie   | 13  | 5 | 4 | 0  | 1  | 0 | 14 | 3  | 4.667 | 399 | 295 | 1.353 |
| 2 | Pologne  | 12  | 5 | 4 | 0  | 0  | 1 | 14 | 6  | 2.333 | 453 | 377 | 1.202 |
| 3 | Belgique | 11  | 5 | 3 | 1  | 0  | 1 | 12 | 6  | 2     | 420 | 361 | 1.163 |
| 4 | Slovénie | 5   | 5 | 1 | 1  | 0  | 3 | 6  | 11 | 0.545 | 341 | 377 | 0.905 |
| 5 | Ukraine  | 4   | 5 | 1 | 0  | 1  | 3 | 6  | 12 | 0.5   | 343 | 407 | 0.843 |
| 6 | Portugal | 0   | 5 | 0 | 0  | 0  | 5 | 1  | 15 | 0.067 | 260 | 399 | 0.652 |

### Poule C
| # | Équipe      | Pts | J | G | Gt | Pt | P | Sp | Sc | Ratio | Pp  | Pc  | Ratio |
| 1 | Pays-Bas    | 15  | 5 | 5 | 0  | 0  | 0 | 15 | 0  | MAX   | 375 | 251 | 1.494 |
| 2 | Azerbaïdjan | 10  | 5 | 2 | 2  | 0  | 1 | 12 | 7  | 1.714 | 426 | 388 | 1.098 |
| 3 | Croatie     | 10  | 5 | 3 | 0  | 1  | 1 | 11 | 8  | 1.375 | 443 | 422 | 1.05  |
| 4 | Roumanie    | 6   | 5 | 2 | 0  | 0  | 3 | 7  | 11 | 0.636 | 386 | 437 | 0.883 |
| 5 | Hongrie     | 3   | 5 | 1 | 0  | 0  | 4 | 4  | 12 | 0.333 | 348 | 379 | 0.918 |
| 6 | Estonie     | 1   | 5 | 0 | 0  | 1  | 4 | 4  | 15 | 0.267 | 360 | 461 | 0.781 |

### Poule D
| # | Équipe      | Pts | J | G | Gt | Pt | P | Sp | Sc | Ratio | Pp  | Pc  | Ratio |
| 1 | Allemagne   | 14  | 5 | 4 | 1  | 0  | 0 | 15 | 4  | 3.75  | 444 | 381 | 1.165 |
| 2 | Russie      | 13  | 5 | 4 | 0  | 1  | 0 | 14 | 3  | 4.667 | 409 | 304 | 1.345 |
| 3 | Slovaquie   | 8   | 5 | 2 | 1  | 0  | 2 | 10 | 8  | 1.25  | 389 | 402 | 0.968 |
| 4 | Espagne     | 5   | 5 | 1 | 1  | 0  | 3 | 7  | 12 | 0.583 | 415 | 446 | 0.93  |
| 5 | Suisse      | 4   | 5 | 1 | 0  | 1  | 3 | 5  | 13 | 0.385 | 375 | 428 | 0.876 |
| 6 | Biélorussie | 1   | 5 | 0 | 0  | 1  | 4 | 4  | 15 | 0.267 | 378 | 449 | 0.842 |

## Phase finale
|  | Huitièmes de finale             | Huitièmes de finale         |         |                           | Quarts de finale          | Quarts de finale          |   |  | Demi-finales              | Demi-finales              |  |  | Finale                    | Finale                    |
|  | Huitièmes de finale             | Huitièmes de finale         |         |                           | Quarts de finale          | Quarts de finale          |   |  | Demi-finales              | Demi-finales              |  |  | Finale                    | Finale                    |
|  |                                 |                             |         |                           |                           |                           |   |  |                           |                           |  |  |                           |                           |
|  | 1er septembre 2019 à Ankara     | 1er septembre 2019 à Ankara |         |                           | 4 septembre 2019 à Ankara | 4 septembre 2019 à Ankara |   |  | 7 septembre 2019 à Ankara | 7 septembre 2019 à Ankara |  |  | 8 septembre 2019 à Ankara | 8 septembre 2019 à Ankara |
|  | 1er septembre 2019 à Ankara     | 1er septembre 2019 à Ankara |         |                           | 4 septembre 2019 à Ankara | 4 septembre 2019 à Ankara |   |  | 7 septembre 2019 à Ankara | 7 septembre 2019 à Ankara |  |  | 8 septembre 2019 à Ankara | 8 septembre 2019 à Ankara |
|  | Serbie                          | 3                           |         |                           | 4 septembre 2019 à Ankara | 4 septembre 2019 à Ankara |   |  | 7 septembre 2019 à Ankara | 7 septembre 2019 à Ankara |  |  | 8 septembre 2019 à Ankara | 8 septembre 2019 à Ankara |
|  | Serbie                          | 3                           |         |                           | 4 septembre 2019 à Ankara | 4 septembre 2019 à Ankara |   |  | 7 septembre 2019 à Ankara | 7 septembre 2019 à Ankara |  |  | 8 septembre 2019 à Ankara | 8 septembre 2019 à Ankara |
|  | Roumanie                        | 0                           |         |                           | 4 septembre 2019 à Ankara | 4 septembre 2019 à Ankara |   |  | 7 septembre 2019 à Ankara | 7 septembre 2019 à Ankara |  |  | 8 septembre 2019 à Ankara | 8 septembre 2019 à Ankara |
|  | Roumanie                        | 0                           | Serbie  | 3                         |                           |                           |   |  | 7 septembre 2019 à Ankara | 7 septembre 2019 à Ankara |  |  | 8 septembre 2019 à Ankara | 8 septembre 2019 à Ankara |
|  | 1er septembre 2019 à Budapest   |                             | Serbie  | 3                         |                           |                           |   |  | 7 septembre 2019 à Ankara | 7 septembre 2019 à Ankara |  |  | 8 septembre 2019 à Ankara | 8 septembre 2019 à Ankara |
|  |                                 | Bulgarie                    | 0       |                           |                           |                           |   |  | 7 septembre 2019 à Ankara | 7 septembre 2019 à Ankara |  |  | 8 septembre 2019 à Ankara | 8 septembre 2019 à Ankara |
|  | Azerbaïdjan                     | Bulgarie                    | 0       | 0                         |                           |                           |   |  | 7 septembre 2019 à Ankara | 7 septembre 2019 à Ankara |  |  | 8 septembre 2019 à Ankara | 8 septembre 2019 à Ankara |
|  | Azerbaïdjan                     | 4 septembre 2019 à Łódź     |         | 0                         |                           |                           |   |  | 7 septembre 2019 à Ankara | 7 septembre 2019 à Ankara |  |  | 8 septembre 2019 à Ankara | 8 septembre 2019 à Ankara |
|  | Bulgarie                        | 3                           |         |                           |                           |                           |   |  | 7 septembre 2019 à Ankara | 7 septembre 2019 à Ankara |  |  | 8 septembre 2019 à Ankara | 8 septembre 2019 à Ankara |
|  | Bulgarie                        | 3                           | Serbie  | 3                         |                           |                           |   |  |                           |                           |  |  | 8 septembre 2019 à Ankara | 8 septembre 2019 à Ankara |
|  | 1er septembre 2019 à Bratislava |                             | Serbie  | 3                         |                           |                           |   |  |                           |                           |  |  | 8 septembre 2019 à Ankara | 8 septembre 2019 à Ankara |
|  |                                 | Italie                      | 1       |                           |                           |                           |   |  |                           |                           |  |  | 8 septembre 2019 à Ankara | 8 septembre 2019 à Ankara |
|  | Italie                          | Italie                      | 1       | 3                         |                           |                           |   |  |                           |                           |  |  | 8 septembre 2019 à Ankara | 8 septembre 2019 à Ankara |
|  | Italie                          | 7 septembre 2019 à Ankara   |         | 3                         |                           |                           |   |  |                           |                           |  |  | 8 septembre 2019 à Ankara | 8 septembre 2019 à Ankara |
|  | Slovaquie                       | 0                           |         |                           |                           |                           |   |  |                           |                           |  |  | 8 septembre 2019 à Ankara | 8 septembre 2019 à Ankara |
|  | Slovaquie                       | 0                           | Italie  | 3                         |                           |                           |   |  |                           |                           |  |  | 8 septembre 2019 à Ankara | 8 septembre 2019 à Ankara |
|  | 1er septembre 2019 à Bratislava |                             | Italie  | 3                         |                           |                           |   |  |                           |                           |  |  | 8 septembre 2019 à Ankara | 8 septembre 2019 à Ankara |
|  |                                 | Russie                      | 1       |                           |                           |                           |   |  |                           |                           |  |  | 8 septembre 2019 à Ankara | 8 septembre 2019 à Ankara |
|  | Russie                          | Russie                      | 1       | 3                         |                           |                           |   |  |                           |                           |  |  | 8 septembre 2019 à Ankara | 8 septembre 2019 à Ankara |
|  | Russie                          | 4 septembre 2019 à Ankara   |         | 3                         |                           |                           |   |  |                           |                           |  |  | 8 septembre 2019 à Ankara | 8 septembre 2019 à Ankara |
|  | Belgique                        | 1                           |         |                           |                           |                           |   |  |                           |                           |  |  | 8 septembre 2019 à Ankara | 8 septembre 2019 à Ankara |
|  | Belgique                        | 1                           | Serbie  | 3                         |                           |                           |   |  |                           |                           |  |  |                           |                           |
|  | 1er septembre 2019 à Ankara     |                             | Serbie  | 3                         |                           |                           |   |  |                           |                           |  |  |                           |                           |
|  |                                 | Turquie                     | 2       |                           |                           |                           |   |  |                           |                           |  |  |                           |                           |
|  | Turquie                         | Turquie                     | 2       | 3                         |                           |                           |   |  |                           |                           |  |  |                           |                           |
|  | Turquie                         |                             |         | 3                         |                           |                           |   |  |                           |                           |  |  |                           |                           |
|  | Croatie                         | 2                           |         |                           |                           |                           |   |  |                           |                           |  |  |                           |                           |
|  | Croatie                         | 2                           | Turquie | 3                         |                           |                           |   |  |                           |                           |  |  |                           |                           |
|  | 1er septembre 2019 à Budapest   |                             | Turquie | 3                         |                           |                           |   |  |                           |                           |  |  |                           |                           |
|  |                                 | Pays-Bas                    | 0       |                           |                           |                           |   |  |                           |                           |  |  |                           |                           |
|  | Pays-Bas                        | Pays-Bas                    | 0       | 3                         |                           |                           |   |  |                           |                           |  |  |                           |                           |
|  | Pays-Bas                        | 4 septembre 2019 à Łódź     |         | 3                         |                           |                           |   |  |                           |                           |  |  |                           |                           |
|  | Grèce                           | 0                           |         |                           |                           |                           |   |  |                           |                           |  |  |                           |                           |
|  | Grèce                           | 0                           | Turquie | 3                         |                           |                           |   |  |                           |                           |  |  |                           |                           |
|  | 1er septembre 2019 à Łódź       |                             | Turquie | 3                         |                           |                           |   |  |                           |                           |  |  |                           |                           |
|  |                                 | Pologne                     | 1       |                           |                           |                           |   |  |                           |                           |  |  |                           |                           |
|  | Pologne                         | Pologne                     | 1       | 3                         |                           |                           |   |  |                           |                           |  |  |                           |                           |
|  | Pologne                         |                             |         | 3                         |                           |                           |   |  |                           |                           |  |  |                           |                           |
|  | Espagne                         | 0                           |         | Match pour la 3e place    | Match pour la 3e place    |                           |   |  |                           |                           |  |  |                           |                           |
|  | Espagne                         | 0                           | Pologne | Match pour la 3e place    | Match pour la 3e place    | 3                         |   |  |                           |                           |  |  |                           |                           |
|  | 1er septembre 2019 à Łódź       | 1er septembre 2019 à Łódź   | Pologne | 8 septembre 2019 à Ankara | 8 septembre 2019 à Ankara | 3                         |   |  |                           |                           |  |  |                           |                           |
|  | 1er septembre 2019 à Łódź       | 1er septembre 2019 à Łódź   |         | 8 septembre 2019 à Ankara | 8 septembre 2019 à Ankara | Allemagne                 | 2 |  |                           |                           |  |  |                           |                           |
|  | Allemagne                       | 3                           | Italie  | 3                         |                           | Allemagne                 | 2 |  |                           |                           |  |  |                           |                           |
|  | Allemagne                       | 3                           | Italie  | 3                         |                           |                           |   |  |                           |                           |  |  |                           |                           |
|  | Slovénie                        | 0                           |         | Pologne                   | 0                         |                           |   |  |                           |                           |  |  |                           |                           |
|  | Slovénie                        | 0                           |         | Pologne                   | 0                         |                           |   |  |                           |                           |  |  |                           |                           |

## Classement final
| Rang                       | Équipe      |
| -------------------------- | ----------- |
| Médaille d'or, Europe      | Serbie      |
| Médaille d'argent, Europe  | Turquie     |
| Médaille de bronze, Europe | Italie      |
| 4                          | Pologne     |
| 5                          | Pays-Bas    |
| 6                          | Allemagne   |
| 7                          | Russie      |
| 8                          | Bulgarie    |
| 9                          | Belgique    |
| 10                         | Azerbaïdjan |
| 11                         | Croatie     |
| 12                         | Slovaquie   |
| 13                         | Roumanie    |
| 14                         | Grèce       |
| 15                         | Espagne     |
| 16                         | Slovénie    |
| 17                         | Ukraine     |
| 18                         | Finlande    |
| 19                         | Suisse      |
| 20                         | Hongrie     |
| 21                         | France      |
| 22                         | Biélorussie |
| 23                         | Estonie     |
| 24                         | Portugal    |

## Distinctions individuelles
- MVP :  Tijana Bošković [1].
- Meilleure passeuse :  Maja Ognjenović[2]
- Meilleure attaquante :  Tijana Bošković
- Meilleure contreuse :  Eda Erdem et  Agnieszka Kąkolewska [2]
- Meilleure réceptionneuse :  Brankica Mihajlović et  Miriam Sylla [2]
- Meilleure libéro :  Simge Aköz